# МХЕ и њихов утицај на животну средину у Србији
МХЕ и њихов утицај на животну средину у Србији у првим деценијама 20. века посато је предмет бројних панел дискусија, истраживања, али и јавних протеста грађана са циљем да се научно и стручно презентују објективне чињенице, првенствено из одговарајућих техничких и биолошких области и дисциплина које се односе на изградњу и експлоатацију МХЕ, као и њихов краткорочни и дугорочни утицај на животну средину у ужем и ширем окружењу.

## Историја
Почев од 1900. године када је пуштена у рад прва хидроелектрана „Под градом“ на Ђетињи у Ужицу. До данас саграђене су бројне хидроелектране у Србији и то: 
- 1903. „Вучје“ на Вучјанки у Лесковцу,
- 1908. „Гамзиград“ на Црном Тимоку у Зајечару и „Света Петка“ на Нишави код места Островица
- 1911. „Моравица“ на истоименој реци у Ивањици.

Захваљујући ови електрана започета је електрификације у Србији (јавна расвета и примена индустријске машине на електрични погон). 
До 1990. године изграђено је седамнаест малих хидроелектрана, снаге до 10 МW (МХЕ), које у погледу коришћења расположивог хидропотенцијала и односа према природном окружењу могу да задовоље садашње критеријуме заштите животне средине. 
Овим МХЕ снаге око 28 MW, и просечна годишња производња 120 GWh, данас управља ЈП Електропривреда Србије. 

## План развоја МХЕ до 2030. године
Искуство стечено у више од 120 година на изградњи хидроелектрана у Србији омогућава да се у Србији поуздано предвиде утицаји рада хидроелектрана на режим вода и водотокове, и да се претходним условима и правилима градње ограничи њихово негативно дејство тако да ови објекти буду прихватљиви за локално становништво и заједницу у целини.
Након доношења Закона о енергетици 2004. године, усвојена је Стратегија развоја енергетике Србије и Национални акциони план за обновљиве изворе енергије, којим је предвиђено да се у планском периоду до 2030. године изграде мале хидроелектране укупне снаге 400 MW, за чију изградњу је одређено 856 потенцијалних локација, на свим значајнијим водотоковима у Србији. Укупна инсталисана снага МХЕ дефинисаних катастром износи око 450 MW, а њихова годишња производња је процењена на 1.590 GWh. 
Овај катастар због бројних мањкавости не одговара садашњем стању коришћења и уређења водотокова, и није реална основа за њихово планирање и изградњу јер су у њему прецењени водни потенцијали и могућност коришћења водних снага на малим водотоковима у Србији.

## Измена ставова о МХЕ у Србији
Након све учесталији тврдњи да ће постројења МХЕ уништавати реке и животни свет у њима и прокламованог еколошког устанка у Србији појединих организација, републичка скупштина је усвојила измене Закона о заштити природе, у ком пише да је забрањена градња МХЕ у заштићеним подручјима. Тиме се жели обезбедити  дугорочно очување природних вредности због којих је одређено подручје и проглашено заштићеним.
Стручњаци и еколошки активисти тврде да се још не може знати како ће измене закона изгледати у пракси, а из Министарства за заштиту животне средине кажу да се „забране не односе на већ изграђене хидроелектране".
Межутим овим законом дозвољена је реконструкција постојећих хидроелектрана, као и могућа изградња нових МХЕ у заштићеним подручјима, уколико се ради о хидроелектранама од националног значаја.